# فوکر سی.۵
فوکر سی. ۵ (انگلیسی: Fokker C.V) یک هواپیمای ساخت فوکر است.